# Aldersey
Aldersey is een civil parish in het bestuurlijke gebied Cheshire West and Chester, in het Engelse graafschap Cheshire met 132 inwoners. De plaats heeft veertien vermeldingen op de Britse monumentenlijst. Daar staat ook een oorlogsmonument uit 1919 bij, waarbinnen zich een pomp bevindt.